# Міорський район
Міо́рський райо́н (біл. Мёрскі раён) — адміністративна одиниця Білорусі, Вітебська область.
| Білорусь | Це незавершена стаття з географії Білорусі. Ви можете допомогти проєкту, виправивши або дописавши її. |